# Vlag van Evenkië
De vlag van Evenkië werd op 23 maart 1995 aangenomen. De vlag bestaat uit drie horizontale banen van lichtblauw, wit en donkerblauw in de verhouding 27:34:27. De strepen vertegenwoordigen de kleuren van de polaire dag en nacht, die de noordelijke omgeving van de okrug. In het midden van de witte baan staat een kumalan embleem met acht spaken, een traditioneel zonnesymbool in de Evenki-cultuur.
Evenkië is opgegaan met Kraj Krasnojarsk op 1 januari 2007. Daarmee kwam de vlag te vervallen.